# Lomnice (ort i Tjeckien, lat 49,87, long 17,42)
Lomnice är en ort i Tjeckien. Den ligger i den östra delen av landet, 220 km öster om huvudstaden Prag. Lomnice ligger 590 meter över havet och antalet invånare är 537.
Terrängen runt Lomnice är platt västerut, men österut är den kuperad.Runt Lomnice är det ganska glesbefolkat, med 25 invånare per kvadratkilometer. Närmaste större samhälle är Bruntál, 13,5 km norr om Lomnice. Omgivningarna runt Lomnice är en mosaik av jordbruksmark och naturlig växtlighet.